# 竹本座

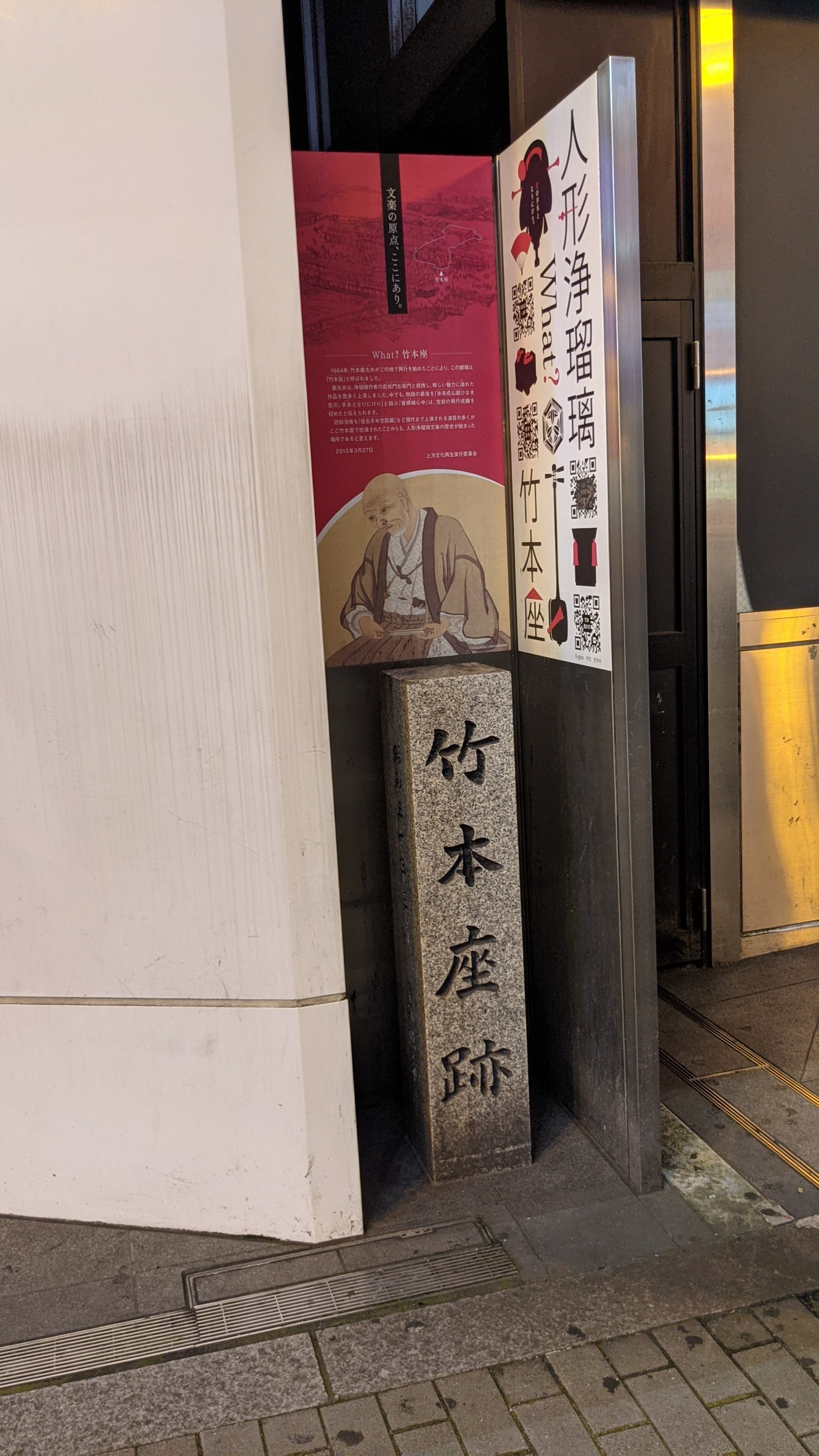
竹本座跡

竹本座（たけもとざ）は、貞享元年（1684年）竹本義太夫が大坂道頓堀で開いた人形浄瑠璃の芝居（劇場）。近松門左衛門、並木千柳、近松半二らにより数々の名作が発表された。その多くは歌舞伎でも演じられ、歌舞伎・人形浄瑠璃の三大名作『仮名手本忠臣蔵』『菅原伝授手習鑑』『義経千本桜』は全て、近松門左衛門の名作の多くは竹本座の人形浄瑠璃で初演されたものである。江戸時代中期、人形浄瑠璃の黄金時代には、竹本座は西風（にしふう）、豊竹座は東風（ひがしふう）の語りと呼ばれて人気を競った。
竹本義太夫が元禄14年（1701年）に従七位上筑後掾（ちくごのじょう）を受領し、竹本筑後掾と称するようになったので「筑後の芝居」、道頓堀の一番西にあったので「大西の芝居」とも呼ばれた。のち歌舞伎の芝居（劇場）になる。
同所は明治以降戎座、浪花座が置かれ、現在は碑が残る。所在地は大阪府大阪市中央区道頓堀1丁目8−22。

## 歴史
- 貞享元年（1684年）2月、竹本義太夫が竹本座を創設。興行師の竹屋庄兵衛の出資により、三味線の竹沢権右衛門、人形遣いの吉田三郎兵衛、辰松八郎兵衛らを一座に加えて大坂道頓堀の西に開場した。
- 貞享2年（1685年）近松門左衛門作「出世景清」を上演。
- 元禄16年（1703年）近松作「曽根崎心中」を上演。
- 宝永2年（1705年）近松「用明天皇職人鑑」を上演。初代竹田出雲、義太夫が引退、元祖竹田出雲が座元となる。
- 宝永3年（1706年）近松「碁盤太平記」を上演。
- 正徳元年（1711年）3月　近松「冥途の飛脚」を上演。
- 正徳4年（1714年）9月10日、義太夫死去、63歳。竹本政太夫（播磨少掾）が座頭となる。
- 正徳5年（1715年）近松「国性爺合戦」を上演
- 享保3年（1718年）近松「博多小女郎浪枕」を上演
- 享保5年（1720年）近松「心中天網島」を上演
- 享保8年（1723年）出雲「大塔宮曦鎧」
- 享保9年（1724年）1月、近松「関八州繋馬」を上演。11月22日近松死去、72歳。
- 享保16年（1731年）9月「鬼一法眼三略巻」文耕堂・長谷川千四合作
- 享保17年（1732年）9月「壇浦兜軍記」文耕堂・千四
- 享保18年（1733年）4月20日、長谷川千四死去、44歳
- 享保19年（1734年）10月、竹田出雲「芦屋道満大内鑑」を上演。竹本政太夫、二代目義太夫を襲名。
- 元文2年（1737年）「御所桜堀川夜討」出雲、文耕堂・三好松洛。義太夫、初代竹本播磨少掾となる。
- 元文4年（1739年）4月「ひらかな盛衰記」出雲、三好松洛。
- 延享2年（1745年）7月「夏祭浪花鑑」出雲、松洛、並木千柳参加（豊竹座より）。
- 延享3年（1746年）8月「菅原伝授手習鑑」二代出雲、松洛、千柳
- 延享4年（1747年）3月17日吉田三郎兵衛没、6月4日初代出雲没、11月16日「義経千本桜」二代出雲、松洛、千柳
- 寛延元年（1748年）8月「仮名手本忠臣蔵」二代出雲、松洛、千柳。此太夫が文三郎と衝突、豊竹座へ去る。千柳、東の芝居へ去り宗輔を名乗る。此太夫は吉田冠子として作者に加わる。
- 寛延年（1749年）7月「双蝶々曲輪日記」二代出雲、松洛。
- 宝暦元年（1751年）9月7日並木宗輔死去、56歳。10月「役行者大峯桜」二代出雲、吉田冠子、松洛、近松半二が加わる。
- 宝暦6年（1756年）11月4日二代出雲死去、65歳
- 宝暦9年（1759年）「倒冠雑誌」を刊行。
- 宝暦10年（1760年）吉田文三郎死去。
- 宝暦12年（1762年）「奥州安達原」半二立作者となる。
- 明和3年（1766年）「本朝廿四孝」半二
- 明和4年（1767年）竹本座廃座となる。
- 明和6年（1769年）「近江源氏先陣館」半二。竹田新松座として再興。
- 明和8年（1771年）「妹背山婦女庭訓」半二。三好松洛死去か、77歳「桜御殿五十三駅」竹本座に戻るか
- 安永9年（1780年）「新版歌祭文」半二。
- 天明3年（1783年）近松半二死去、58歳。「伊賀越道中双六」半二ら[1]。